# Сибирская гага

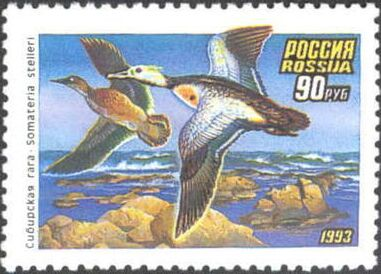
Почтовая марка России

Сибирская гага, или стеллерова гага, или малая гага (лат. Polysticta stelleri) — северная морская утка. От других гаг отличается меньшими размерами, угловатой головой с вытянутым клювом, достаточно длинным хвостом и более изящным телосложением. Гнездится в тундре вдоль побережья Северного Ледовитого океана в Сибири и на Аляске. В кладке 6—7 оливковых яиц. Зимует к западу и востоку от гнездового ареала у берегов Скандинавии, Кольского полуострова, на Балтике и в Беринговом море. Питается ракообразными, моллюсками, насекомыми. Названа в честь немецкого естествоиспытателя Георга Стеллера. Охраняемый вид.

## Описание

### Внешний вид

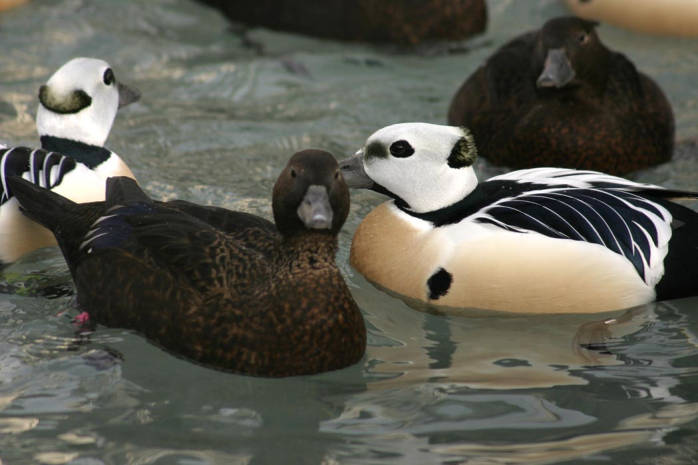
Самка и самец

Заметно меньше гребенушки. Длина 43—47 см, размах крыльев 70—76 см, масса 540—1000 г. В сравнении с остальными гагами у сибирской пропорции тела несколько иные, похожие на таковые у речных уток. Голова в верхней части уплощённая, в районе лба и затылка угловатая; туловище наоборот вытянутое, с достаточно длинным хвостом. Если у других видов гаг часть оперения головы залезает на клюв, то у стеллеровой надклювье чистое, без рисунка, его линия плавно переходит в лобовую часть, а не делает резкий изгиб. Крылья скорее узкие и заострённые, что позволяет быстро взлетать с воды. Полёт лёгкий и быстрый, в противоположность другим гагам достаточно высоко над водой — 30—50 м от поверхности. У обоих полов развито блестящее синее «зеркало» с белой каёмкой спереди и сзади на крыле — как у кряквы.
Селезень весной выделяется белой головой с тремя зеленоватыми отметинами — одной яркой на затылке и двумя менее заметными у основания клюва, а также чёрными пятнами вокруг глаз («очками»). Над затылочным пятном развит такой же зеленоватый хохолок, на подбородке и вокруг шеи хорошо обозначен широкий чёрный ошейник с синим отливом. Плечевые перья удлинены и ниспадают чёрно-белыми полосатыми косицами. Брюхо охристое, грудь и бока розоватые; на боках груди хорошо заметны небольшие чёрные пятнышки. Хвост достаточно длинный и заострённый, окрашен в бурый цвет. Верхние кроющие крыла белые, первостепенные маховые бурые, второстепенные и внешние рулевые с бурыми вершинами и сине-фиолетовыми наружными опахалами. Испод крыла белый. Радужина красновато-бурая, клюв и ноги свинцово-серые. В летнем наряде самцы похожи на самку, однако их выделяют такие же белые, как и весной, кроющие крыла.
Самки круглый год тёмно-бурые. От самок других гаг её можно отличить, помимо силуэта, по светлому пятну вокруг глаза и синему с белой каёмкой зеркалу. Молодые вне зависимости от пола похожи на взрослую самку, но в целом окрашены в более светлые рыжеватые тона. На брюхе молодых птиц заметны чёрные поперечные полоски.

### Голос
Стеллеровы гаги молчаливее обыкновенных, даже в брачное время. Токующий селезень изредка издаёт мягкие воркующие звуки типа «хруу..руу..руу» с небольшим понижением тона на конце. Тихое кряканье самки при беспокойстве аналогично таковому у самки обыкновенной гаги — хриплое «крррр».

## Распространение

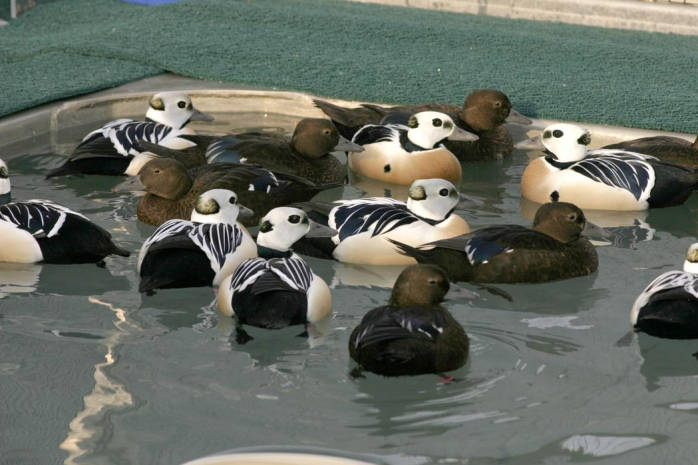
Группа гаг в исследовательском центре в Сьюарде (Аляска, США)

Как и у очковой гаги, центральным местом её ареала является Берингово море. В Восточной Сибири утка гнездится вдоль побережья Северного Ледовитого океана к западу до Ямала. На Аляске гнездовья это птицы отмечены от низовьев Юкона к югу до нижней оконечности полуострова и к востоку до устья Маккензи. Поселения этой птицы также отмечены на острове Врангеля. В начале XX века гага спорадически гнездилась на норвежских берегах Варяжского залива, а в 1990-е годы была отмечена в Мурманской области и в Кандалакшском заливе. Во все случаях утка селится в арктических и типичных тундрах, предпочитая дельты рек. Иногда гнездится в глубине материка достаточно далеко от моря. Для кормёжки выбирает свободные ото льда участки моря с чистой водой и каменистым дном.
Перелётный вид. Птицы, гнездящиеся к западу от Хатанги на Гыданском полуострове, Ямале и Таймыре, по всей видимости перемещаются в западном направлении и зимуют в море у берегов Кольского полуострова, северного побережья Финляндии, на севере и востоке Балтийского моря. Популяции Восточной Сибири и Аляски проводят зиму на в южной незамерзающей части Берингова моря у Алеутских и Курильских островов. Весной прилетают в конце мая либо начале июня, покидают гнездовые участки в период с середины июля до середины октября.
Места обитания сходны с другими видами гаг. В гнездовой период селится в арктических и типичных тундрах в устьях рек, на мелких озёрах, осоковых болотах. В отличие от очковой гаги иногда встречается в глубине материка. Остальное время проводит в море поблизости от каменистых побережий, в заливах и эстуариях, где зачастую образует стаи до нескольких сотен птиц. Как правило, кормится на мелководье с глубиной не более 5 м.

## Питание
Преимущественно животноядная утка. Питается главным образом мелкими беспозвоночными, которых добывают нырянием или на мелководье. Поздней весной и летом основу питания составляют рачки-бокоплавы и двустворчатые моллюски (большей частью плеченогие), которых утки добывают в морской воде либо в эстуариях рек. На внутренних водоёмах кормятся личинками хирономид и ручейников. Растительные корма составляют незначительный объём; употребляют в пищу побеги рдеста, водяники, зостеры, ягоды вороники и водоросли. За пределами гнездовых участков кормится беспанцирными беспозвоночными — бокоплавами, изоподами, улитками и двустворчатыми моллюсками, а также усоногими.

## Размножение
К местам гнездовий большинство уток прибывает уже разбившись на пары, хотя на местах нередки споры между самцами, иногда доходящие до драки, преследование самок и демонстративное поведение. Токующий самец вытягивает шею кверху и запрокидывает голову, изредка издавая воркующие звуки. Если вне сезона размножения гаги ведут стайный образ жизни, то с началом гнездования каждая пара имеет свою обособленную территорию возле пресноводного водоёма, которую охраняет от других птиц. Гнездо такое же как у гребенушки — углубление в грунте на сухом месте, хорошо укрытое в траве, выстланое мхом, сухими стебельками и пухом. В кладке обычно 6—7, максимум до 10-и, желтовато- или буровато-оливковых яиц. Размеры яиц: (55—65) х (37—43) мм. Срок насиживания около трёх с половиной недель, сидит одна самка. Первое время селезень находится рядом с уткой, но после нескольких дней насиживания навсегда покидает её, вместе с другими самцами сбивается в стаи и отлетает на море, где переносит послебрачную линьку. Пуховики, едва обсохнув, покидают гнездо и следуют за матерью на ближайший водоём. Они ведут себя вполне самостоятельно и остаются одни ещё до полного оперения и появления способности к полёту.

## Природоохранный статус
В Международной Красной книге сибирская гага имеет статус уязвимого вида. Эта категория была присвоена ей вследствие значительного, с 500 до 150—200 тыс. пар, сокращения численности в период с 1970-х по середину 1990-х годов. Основной причиной деградации называют неконтролируемую охоту, среди других — гибель в рыболовных сетях (в частности, для ловли пинагора) и разлив нефти.